# T24 (міноносець)
T24 (нім. T 24) — військовий корабель, міноносець типу 1939 Кріґсмаріне за часів Другої світової війни.
Міноносець T24 закладений 21 вересня 1940 року на верфі заводу Schichau-Werke в Ельблонзі, 13 вересня 1941 року спущений на воду, а 17 жовтня 1942 року корабель уведений до складу військово-морських сил Третього Рейху. T24 брав участь у бойових діях в атлантичних водах, біля берегів Франції та Норвегії. На початку своєї кар'єри діяв поблизу норвезьких берегів, супроводжуючи конвої та судна, згодом переведений до Франції, де протягом 1943 року забезпечував прикриття проривачам блокади, які рушили Біскайською затокою до та з портів окупованої Франції. Бився у битві в цій затоці наприкінці року. 25 серпня 1944 року затоплений ракетами британських важких винищувачів «Бофайтер» неподалік від Ле-Вердон-сюр-Мер.

## Історія служби
Після введення до строю у жовтні 1942 року до березня 1943 року T24 нетривалий час діяв поблизу берегів Норвегії, де супроводжував поодинокі судна та конвої. Згодом T24 повернули до Німеччини для короткого ремонту в Кілі. 3 липня T24 з однотипним T25 вирушили до Західної Франції через Ла-Манш. Вранці 5 липня кораблі були безуспішно атаковані трьома голландськими моторними торпедними човнами та обстріляні британською береговою артилерією. Після досягнення гавані Булонь 6 липня вони були атаковані винищувачами «Тайфун», які не здобули результатів.
У ніч з 9 на 10 липня під час переходу між Сен-Мало та Брестом вони отримали завдання забезпечити далеке прикриття конвою, який супроводжували п'ять тральщиків біля Уессана. Конвой був атакований британськими есмінцями «Мелбрейк», «Венслідейл» і норвезьким «Глейсдейл», які потопили один із тральщиків і пошкодили інший до того, як T24 і T25 змогли прибути на допомогу. Німецькі міноносці сильно пошкодили «Мелбрейк» перед тим, як кораблі союзників вийшли з бою. Зараз приписані до 4-ї флотилії міноносців, кораблі отримали завдання допомагати супроводжувати підводні човни через затоку. 2 серпня T24, T25 та T22, відповівши на сигнал лиха з іншого підводного човна, врятували вцілілих з підводного човна U-106. З 29 по 31 серпня ті ж три міноносці супроводжували японський підводний човен I-8 через затоку до Лор'яна.
24–26 грудня T24 входив до кораблів ескорту судна MV Osorno (6951 GRT), що проривало блокаду й рушило через Біскайську затоку. Інший проривач блокади, рефрижераторне вантажне судно MV Alsterufer вантажопідйомністю 2729 брт, слідував за Osorno кілька днів, а чотири есмінці 8-ї флотилії і шість міноносців 4-ї флотилії відпливли 27 грудня, щоб супроводжувати його через затоку. Союзники, завдяки розшифровці «Ультра», знали про плани щодо прориву блокади та розмістили крейсери та літаки в Західній Атлантиці, щоб перехопити їх під час операції «Стоунвол». Важкий бомбардувальник Consolidated B-24 Liberator 311-ї ескадрильї Королівських ПС потопив Alsterufer пізніше того дня.
Але, німецькі кораблі до наступного дня не знали про затоплення й продовжили рух до місця рандеву. Вони були помічені американським бомбардувальником «Ліберейтор» вранці 28 числа, і британські легкі крейсери «Глазго» та «Ентерпрайз», вирушили їм на перехоплення. До цього часу погода значно погіршилася. Використовуючи свій радар, «Глазго» першим відкрив вогонь о 13:46 з відстані 19 600 метрів (21 400 ярдів), а «Ентерпрайз» — почав вести вогонь вслід за ним за кілька хвилин. Приблизно в той час німецькі есмінці почали стріляти у відповідь з гармат і торпед; всі останні промахнулися, і лишень о 14:05 сталося одне влучення в «Глазго». Капітан-цур-зее Ганс Ердменгер, командир 8-ї флотилії, вирішив розділити свої сили і наказав міноносцям Z23, Z27, T22, T25 і T26 повернути на північ о 14:18. Крейсери переслідували північну групу і потопили Z27, T25 і T26. Усі кораблі південної групи, включаючи Т24, змогли успішно відірватися.
У ніч з 21 на 22 квітня 1944 року 4-та флотилія, яка тепер складалася з T24, T27 і T29, вийшла з Шербура до Сен-Мало. В ніч з 25 на 26 квітня, після встановлення мінного поля поблизу островів Сет-Іль на північному узбережжі Бретані, флотилія зіткнулася з силами союзників, які складалися з легкого крейсера «Блек Прінс» та есмінців «Ашанті», «Атабаскан», «Хаїда» та «Гурон», що діяли неподалік від Іль-де-Ба. Німецька берегова артилерія безрезультатно обстріляла кораблі союзників, і командир флотилії корветтен-капітан Франц Колауф попрямував на захід у пошуках кораблів союзників, але о 02:07 радар «Блек Прінса» першим помітив німців на відстані 21 000 ярдів (19 000 м). Невдовзі німці виявили кораблі союзників і змінили курс. Британські та канадські кораблі були швидшими за німецькі міноносці та скоротили дистанцію до 13 000 ярдів (12 000 м) до 02:20, коли «Блек Прінс» почав стріляти освітлювальними снарядами. Есмінці з відстані 9000 ярдів (8200 м) вели вогонь по T24 і T27, незабаром крейсер «Блек Прінс» відкрив вогонь у підтримку, доки одна з його передніх башт не заклинила. Вогонь союзників був точним, і один снаряд уразив T27 о 02:31, унаслідок чого, той знизив швидкість до 12 вузлів (22 км/год); Колауф наказав кораблю відходити до затоки Морле, і союзники втратили його радіолокаційне відображення серед скель затоки. T24 безрезультатно вистрілив із кормових торпедних апаратів у своїх переслідувачів, а потім у нього влучили два снаряди в надбудову, що викликало пожежу, яку швидко загасили. О 02:54 він безрезультатно випустив торпеди, що залишилися, і приблизно в той самий час снаряд вивів з ладу кермо T29. «Ашанті» та «Гурон» зосередилися на T29, тоді як «Хайда» та «Атабаскан» продовжували переслідування T24. Але T24 встиг прорватися до Сен-Мало, і канадські есмінці повернулися, щоб допомогти потопити T29.
У ніч з 14 на 15 серпня T24 два тральщики та допоміжні кораблі типу Sperrbrecher 157 супроводжували авіаремонтний корабель Richthofen, коли вони були атаковані легким крейсером «Морішіес» та есмінцями «Урса» і «Ірокез» біля Ле-Сабль-д'Олонн. Міноносець поставив димову завісу і торпедною атакою ледве не уразив «Ірокез». Одного разу в T24 влучила торпеда «Ірокези», але кораблі союзників потопили Sperrbrecher 157, підпалили Richthofen, сильно пошкодили один тральщик і змусили інший викинутися на берег. Під час нападу «Ірокез» отримав легкі ушкодження.
24 серпня біля Ле-Вердон-сюр-Мер T24 і Z24 були атаковані ракетними ударами RP-3 британських та канадських винищувачів-бомбардувальників «Бофайтер». Вони затопили T24, на борту якого загинуло 18 матросів і настільки серйозно пошкодили Z24, що той наступного дня затонув. Під час атаки ескадрильї союзників втратили 17 літаків з усіх причин.